# Tatsuya Arai
Tatsuya Arai (新井 辰也 Arai Tatsuya?, nacido el 14 de enero de 1988 en Hachiōji, Tokio) es un exfutbolista japonés Jugaba de defensa y su último club fue el FC Gifu de Japón.

## Trayectoria

### Clubes
| Club           | País  | Año         |
| -------------- | ----- | ----------- |
| Nagoya Grampus | Japón | 2010 - 2012 |
| FC Gifu        | Japón | 2012 - 2014 |

## Estadística de carrera

### J. League
| Club           | Año   | J. League | J. League | Copa J. League | Copa J. League | Total | Total |
| Club           | Año   | Part.     | Goles     | Part.          | Goles          | Part. | Goles |
| -------------- | ----- | --------- | --------- | -------------- | -------------- | ----- | ----- |
| Nagoya Grampus | 2010  | 0         | 0         | 0              | 0              | 0     | 0     |
| Nagoya Grampus | 2011  | 0         | 0         | 0              | 0              | 0     | 0     |
| Nagoya Grampus | 2012  | 0         | 0         | 0              | 0              | 0     | 0     |
| FC Gifu        | 2012  | 3         | 0         | -              | -              | 3     | 0     |
| FC Gifu        | 2013  | 29        | 3         | -              | -              | 29    | 3     |
| FC Gifu        | 2014  | 0         | 0         | -              | -              | 0     | 0     |
| Total          | Total | 32        | 3         | 0              | 0              | 32    | 3     |

## Palmarés

### Títulos nacionales
| Título    | Club           | País  | Año  |
| --------- | -------------- | ----- | ---- |
| J1 League | Nagoya Grampus | Japón | 2010 |